# National Football League
La National Football League (NFL) és la principal competició de futbol americà als Estats Units. La competició fou creada l'any 1919 amb el nom d’American Professional Football Association (APFA). Tres anys més tard, el 1922, passà a anomenar-se National Football League. L'any 1970 va fusionar-se amb l'American Football League (AFL), mantenint el seu nom. Als anys 90, creà una competició específica per a Europa, la National Football League Europe.
La final del torneig rep el nom de Super Bowl i es tracta de la transmissió esportiva per TV amb més audiència als Estats Units, i entre les més vistes arreu del món.
Actualment l'NFL està formada per 32 franquícies establertes en diverses ciutats i regions nord-americanes. Es divideix en dues conferències: la Nacional (NFC) i l'Americana (AFC). Al seu torn cada conferència s'integra per quatre divisions (Nord, Sud, Est i Oest) i cadascuna d'elles, per quatre diferents equips.
La temporada regular consisteix en un calendari de disset setmanes durant les quals cada equip té una de descans (denominada bye week), consistint en sis partits contra rivals de la mateixa Divisió, així com diversos duels interdivisionals i interconferencials. La temporada comença la nit del dijous de la primera setmana completa de setembre (el dijous posterior al Labor Day) i prossegueix fins a principis de gener.
En finalitzar la temporada regular, sis equips de cada Conferència disputen els playoffs, un sistema d'eliminació directa a un partit entre els dotze equips que culmina amb el partit final pel campionat, conegut com a Super Bowl. Aquesta trobada es juga en una ciutat predeterminada, normalment en alguna amb equip en l'NFL. La setmana anterior es disputa el Pro Bowl, a Honolulu, Hawaii, en la qual s'enfronten ambdues Conferències integrades pels seus millors jugadors d'aquest any.
Malgrat haver-se-li considerat al beisbol com el “passatemps nacional” dels Estats Units, el futbol americà és l'esport més popular en aquest país. Segons una enquesta (Harris Poll, secundada per l'empresa Harris Interactive), el futbol americà professional es va situar per davant del beisbol com a esport favorit el 1965, quan l'American Football League, aleshores lliga rival de l'NFL, va emergir com una gran lliga de futbol americà professional. El futbol americà s'ha mantingut com a esport favorit des de llavors. En una Harris Poll de 2008, l'NFL era l'esport favorit de gairebé la mateixa gent (30%) que dels següents quatre esports junts -beisbol (15%), automobilisme (10%), hoquei (5%) i bàsquet professional masculí (4%). A més, els ratings televisius del futbol americà als Estats Units sobrepassen els dels altres esports. A més d'això, el futbol americà universitari és en l'actualitat el tercer esport més popular als Estats Units, amb un 12% dels enquestats considerant-lo com el seu favorit. Per això, un total del 42% de nord-americans consideren algun nivell del futbol americà (professional o universitari) com el seu esport favorit.
L'NFL ostenta la major assistència de públic per partit de totes les lligues professionals del món, atraient a 67.000 espectadors en cada partit en les temporades 2011 i la de 2012.

## Equips
L'NFL està actualment formada per 32 equips, dividits en dues conferències de 16 equips cada una. Cada conferència se subdivideix en quatre divisions, de quatre equips per divisió. Durant la temporada regular, cada equip pot comptar amb un màxim de 53 jugadors a la seva plantilla, dels quals només 46 poden estar actius (aptes per ser elegits) en els dies de partit. Cada equip també pot comptar amb un equip de pràctiques de 10 jugadors separat de la seva plantilla principal, però aquests jugadors no poden haver estat actius en almenys nou partits al llarg de les temporades a la lliga. Un jugador només pot romandre a l'equip de pràctiques un màxim de tres temporades.
A cada equip de l'NFL se li garanteix una franquícia, que és l'autorització que li dona la lliga per operar en la seva ciutat d'origen. Aquesta franquícia encobreix el «Home Territory» («Territori Local»), que comprèn una circumferència de 75 milles de radi que encercla la ciutat o, si l'equip es troba a menys de 100 milles d'una ciutat que és seu d'un altre equip de la lliga, d'un radi de la meitat de la distància entre les dues ciutats; i la «Home Marketing Area» («Àrea de Màrqueting Local»), que comprèn la Home Territory i la resta de l'estat en què opera l'equip, així com l'àrea en què l'equip s'entrena a la pretemporada mentre aquesta dura. Cada membre de l'NFL té el dret exclusiu d'exercir com a amfitrió de partits de futbol professional dins del seu Home Territory i el dret exclusiu d'anunciar, promocionar i organitzar esdeveniments en la seva Home Marketing Area. Hi ha certes excepcions pel que fa a aquesta norma, generalment en el cas d'equips geogràficament pròxims: els equips que operen en la mateixa ciutat (com els New York Giants i els New York Jets) o el mateix estat (Califòrnia, Florida o Texas) comparteixen els drets a la Home Territori de la ciutat o a la Home Marketing Area de l'estat, respectivament.
Tots els equips de l'NFL tenen seu en els Estats Units continentals. Encara que no hi ha cap equip d'un altre país, els Jacksonville Jaguars jugaren un partit anual entre els anys 2013 i 2016 al Wembley Stadium de Londres, com a part de la NFL International Series. Els Buffalo Bills jugaren un partit a l'any al Rogers Centre de Toronto (Canadà) com a part de les Bills Toronto Series, des de l'any 2008 fins al 2013. Un partit entre els San Francisco 49ers i els Arizona Cardinals, conegut com a «Fútbol Americano», tengué lloc a Mèxic el 2005. Entre el 1986 i el 2005 es jugaren 39 partits de pretemporada internacionals, com a part de l'American Bowl Series. Els Raiders i els Houston Texans jugaren un partit a l'Estadio Azteca, de la Ciutat de Mèxic, el 21 de novembre del 2016.
Segons la revista Forbes, els Dallas Cowboys són la franquícia més valuosa de l'NFL i el club esportiu més valuós del món, amb un cost aproximat de $4.000 milions. En el rànquing dels 50 equips esportius més valuosos del món, a càrrec de Forbes, s'hi inclouen tots 32 equips de la NFL; i 14 propietaris dels clubs de la NFL figuren al Forbes 400, més que qualsevol altra lliga o organització esportiva.

## Història

### L'AFL
El creixement de l'NFL a principis de 1958, va ser tan ràpid i contundent que va aconseguir superar al beisbol com l'esport favorit dels afeccionats dels Estats Units d'Amèrica. Això va despertar igualment l'interès d'empresaris i el seu apetit per adquirir alguna franquícia existent o crear alguna nova. Tal va ser el cas de l'empresari texà Lamar Hunt, qui va presentar una oferta de compra, que fet i fet va ser rebutjada. Això va originar que Hunt i alguns altres homes de negocis decidissin formar amb deu equips una associació nova a la qual van anomenar American Football League (AFL), que es convertiria en una seriosa rival de l'NFL.
L'AFL va introduir nous canvis a aquest esport, contribuint encara més a una competent rivalitat amb l'NFL. Es tractava de la instal·lació d'un rellotge oficial visible per als afeccionats durant el joc, els noms dels jugadors en els jerseis i un sistema ofensiu més agressiu per aire facilitat per la nova regla de substitucions lliures durant la trobada, la qual cosa va portar finalment a l'especialització de les posicions. Una altra circumstància que la diferenciava de l'NFL era la seva actitud cap al col·lectiu de la raça negra: l'AFL va incloure a jugadors negres i reclutava activament a jugadors en Universitats històricament descartades i marginades per l'NFL. Posteriorment, els equips de l'NFL van incloure a jugadors negres en posicions tàcitament prohibides per a ells en l'NFL, com la de quarterback El gener de 1965 va haver-hi un boicot del partit de les estrelles de l'AFL de 1964 a Nova Orleans amb motiu de la discriminació cap als jugadors negres per part d'alguns hotels i negocis de la ciutat. Va ser un acte d'activisme per les llibertats i drets socials que ha estat homenatjat pel Pro Football Hall of Fame. La nova lliga també es va assegurar financerament en decidir compartir, amb els altres equips, els guanys rebuts pels drets televisius i de taquilla en les seves trobades.
L'AFL va forçar l'expansió de l'NFL: els Dallas Cowboys van ser creats per competir amb els Dallas Texans de l'AFL creats al mateix temps. El 1963, els Dallas Texans van canviar la seva seu per la de Kansas City (Missouri) i van canviar de nom per Kansas City Chiefs; els Minnesota Vikings van ser una donació feta en favor de Max Winter per abandonar l'AFL; els Atlanta Falcons van ser per Rankin Smith per dissuadir-li d'adquirir els Miami Dolphins.

### La fusió NFL-AFL

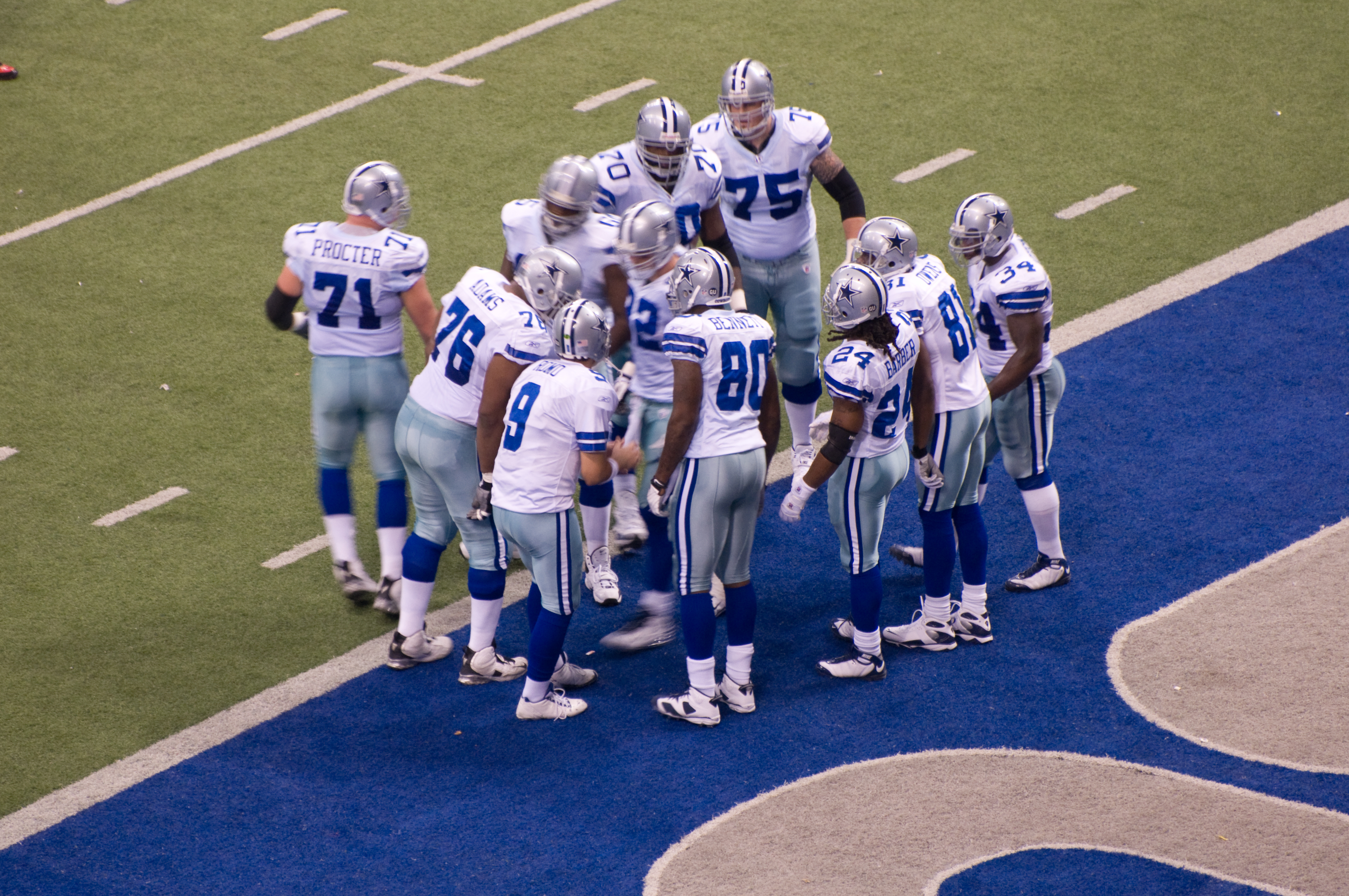
Els Dallas Cowboys en un partit del 2008

A mitjan anys 60 la tensió va arribar al seu límit. La competició que enfrontava a ambdues lligues per a l'adquisició de jugadors, incloent Drafts col·legials diferents, va portar a increments salarials considerables. El 1965, en una de les lluites més disputades, amb saldo a favor de l'AFL, el quarterback de la Universitat d'Alabama Joe Namath va signar amb els New York Jets preferint-los abans que als St. Louis Cardinals de l'NFL per un rècord salarial de $427.000. El 1966, el gerent de l'AFL Al Davis es va posar com a objectiu realitzar una campanya per robar jugadors a l'NFL, sobretot quarterbacks, però, a l'esquena, diversos propietaris de diferents equips van començar a prendre contacte per posar fi a aquesta freda rivalitat entre les dues grans lligues.
En un acord formalitzat pel fundador de l'AFL Lamar Hunt i el gerent dels Dallas Cowboys Tex Schramm, les dues lligues van anunciar oficialment la seva fusió el 8 de juny de 1966. Les lligues tindrien un draft comú i organitzarien un partit de final de temporada que decidís el campió d'entre ambdues lligues (posteriorment s'anomenaria Super Bowl), que amb el pas dels anys es convertiria en el més alt símbol del futbol americà i la celebració que més espectadors convoca cada any a nivell mundial. Encara va haver-hi una ciutat més que rebria una franquícia gràcies a l'AFL, Nova Orleans, que va ser obsequiada amb un nou equip en l'NFL per l'aprovació de la Public Law 89-800 impulsada per Congressistes federals de Louisiana, que permetia la fusió i que desautoritzava tota excepció relacionada amb restriccions anti-monopolistes. El 1970, les lligues es van fusionar totalment en una nova adoptant el nom actual de National Football League, dividint-se en dues Conferències amb un nombre igual d'equips cadascuna. Va haver-hi també un acord financer pel qual els equips de l'AFL pagarien un total en conjunt de $18 milions durant 20 anys. També va haver-hi una objecció per part de molts afeccionats de l'AFL sobre la pèrdua, amb motiu de la fusió, de la identitat de la seva lliga, el seu logo i el seu nom.

### L'NFL en l'actualitat

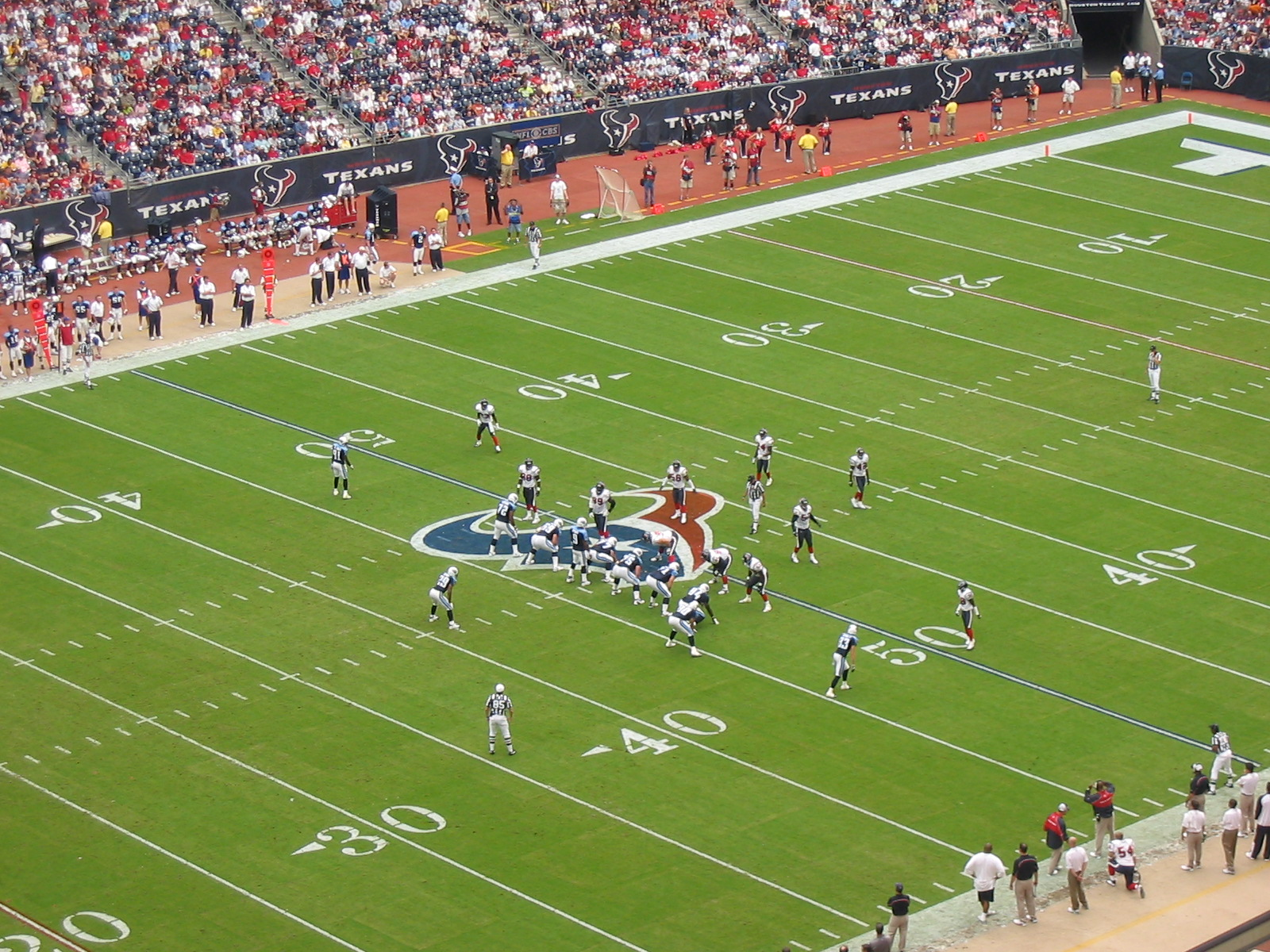
Partit de l'NFL de l'any 2005 entre els Tennessee Titans i els Houston Texans a l'NRG Stadium, casa dels texans

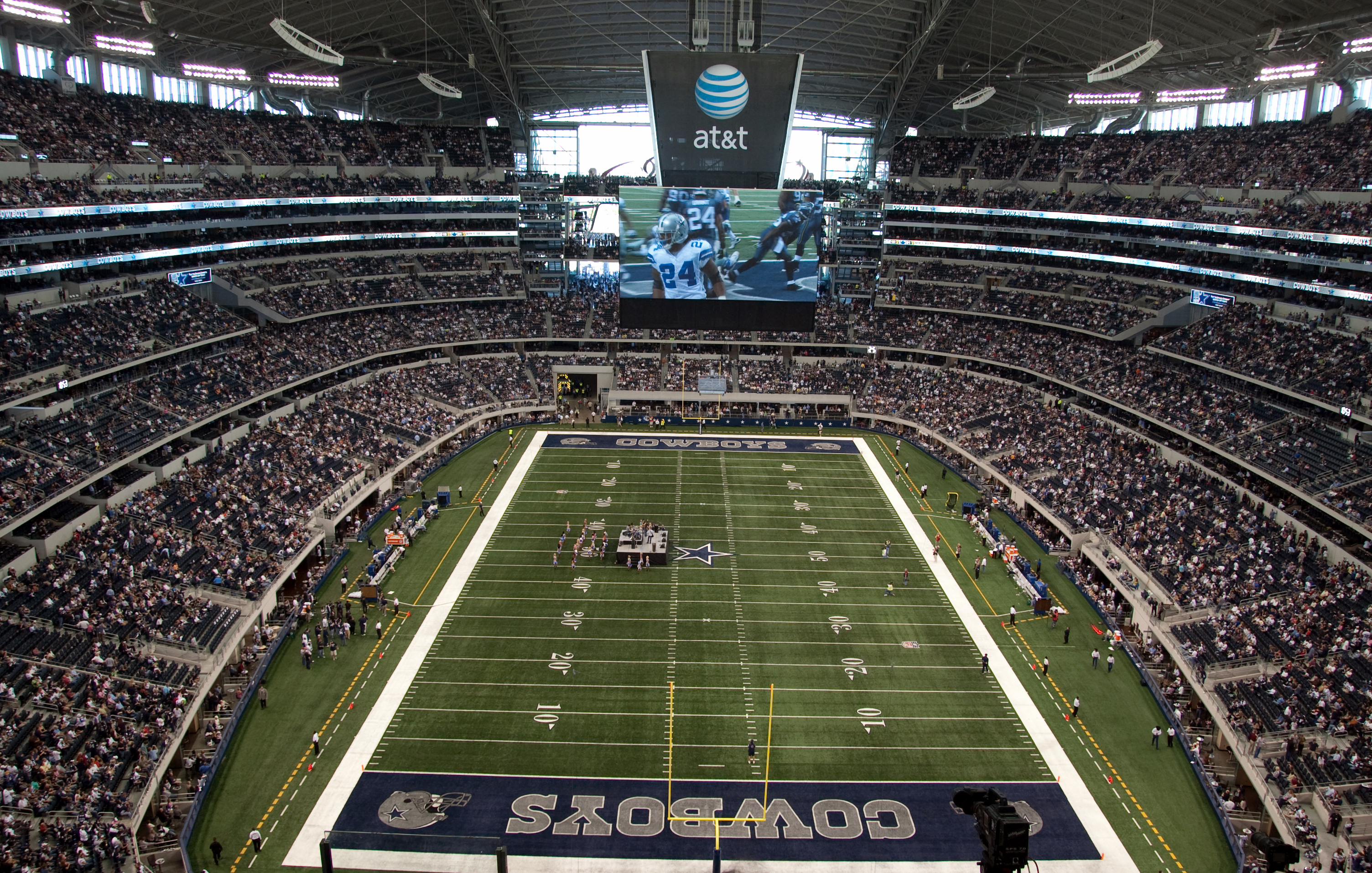
El Cowboys Stadium durant un partit

L'NFL va continuar creixent, expandint-se diverses vegades fins a la seva actual estructura de 32 franquícies, o 32 equips, mentre que la Super Bowl s'ha convertit en una mica més que un simple campionat de futbol americà. Tractant-se d'un dels esdeveniments més televisats anualment als Estats Units, s'ha convertit en una principal font d'ingressos publicitaris per a les cadenes de televisió que l'han retransmès i ha servit de catapulta als publicistes per iniciar grandioses campanyes de publicitat de nous productes. L'NFL ha crescut fins a tal punt de ser la més populosa quant a espectadors de totes les lligues nord-americanes.
Una de les raons que ha diferenciat a l'NFL respecte d'altres grans lligues nord-americanes és l'aparent paritat entre els seus 32 equips. Malgrat ser testimoni d'equips dominants de tant en tant, la lliga ha estat citada com una de les poques en les quals qualsevol equip té possibilitats reals de guanyar el campionat cada any. L'acord laboral acordat entre la lliga i la Unió de Jugadors (NFLPA), que instaura un sistema de topall salarial, així com al repartiment de dividends entre tots els equips, ha previngut als clubs més rics de signar als millors jugadors, aconseguint així que equips de petites ciutats com els Green Bay Packers o els New Orleans Saints tinguin l'oportunitat de competir per la Super Bowl.
 Un dels artífexs d'aquest acord va ser l'antic gerent de l'NFL Paul Tagliabue, qui va presidir la lliga entre 1989-2006. Amb els nous acords realitzats el 1993, renovats el 1998 i 2006, la lliga ha aconseguit mantenir els nivells salarials més baixos de totes les grans lligues nord-americanes i ha contribuït al fet que l'NFL sigui l'única d'elles que no ha sofert una vaga de jugadors paralitzadora d'activitats des de 1993.
Des de l'arribada de Roger Goodell a la presidència de l'NFL en la temporada 2006, s'ha establert com una prioritat regular la conducta dels jugadors. Diversos jugadors de gran talent han experimentat problemes legals, des d'Adam "Pacman" Jones a Michael Vick. En aquests casos en particular i en uns altres en general, el president Goodell ha castigat severament les conductes amb sancions duradores els qui hagin infringit greument la política de conducta de l'NFL.
Actualment la lliga té dues seus. L'oficina principal es troba a Nova York i a causa de la popularitat de l'NFL en els estats del Sud i del Sud-est, hi ha una segona oficina a Nashville.

## Estructura de la temporada

### NFL Draft
Durant el mes d'abril, els diferents equips de l'NFL busquen afegir a les seves plantilles jugadors universitaris a través del draft de l'NFL, oficialment anomenat NFL Annual Player Selection Meeting i que se celebra cada any a la ciutat de Nova York des de 1965.
El sistema d'elecció és el següent: l'equip amb pitjor balanç de victòries/derrotes de l'última temporada disputada és qui tria primer, sent el segon a triar el que segon pitjor balanç presenta i així successivament. Amb independència del resultat final de la temporada regular, les dues últimes eleccions es reserven per als dos equips que han disputat la Super Bowl, sent el seu guanyador l'últim a escollir. El Draft consisteix en set rondes. Les dues primeres es duen a terme en dissabte, mentre que les 5 restants s'organitzen el diumenge. Els equips tenen un temps limitat per triar als jugadors. Si no escullen en el temps predeterminat, passen el seu torn als equips següents. Això li va ocórrer als Minnesota Vikings el 2003.
Els equips tenen la possibilitat d'intercanviar les seves eleccions amb altres equips ja sigui per altres eleccions o per jugadors, diners o una combinació de totes les anteriors. Així com els traspassos de jugadors per jugadors són inusuals durant la resta de l'any (en comparació d'altres lligues esportives), els intercanvis són més freqüents el cap de setmana del Draft. El 1989, els Dallas Cowboys van traspassar al running back Herschel Walker als Minnesota Vikings per cinc jugadors i sis eleccions de Draft per a un període de 3 anys. Els Cowboys usarien tals eleccions per intercanviar-les de nou per nous jugadors i més eleccions. Conseqüència directa d'aquest traspàs, van draftejar a moltes de les estrelles que més tard ajudarien a Dallas a aconseguir tres Super Bowls en la dècada dels 90, entre els quals es trobaven Emmitt Smith, Russell Maryland i Darren Woodson.
La primera elecció del Draft sol centrar-se en el millor jugador universitari del moment. No obstant això, en moltes ocasions els equips draftegen més en funció de les necessitats de la seva plantilla que basant-se en el potencial del jugador. Així i tot, es considera un gran honor sortir triat en la primera ronda, i un honor encara més gran, resultar ser el número u del Draft. L'última elecció, en la setena ronda, és coneguda com a Mr. Irrelevant (Sr. Irrellevant) i té com a commemoració un sopar a Newport Beach, Califòrnia.
Els jugadors draftejats només poden negociar contracte amb l'equip que els ha escollit (o amb aquella franquícia a la que han estat transferits per qui li va triar). No obstant això, aquell té un termini d'un any per incorporar al jugador en el seu planter. Si no ho fan en tal termini, el jugador pot entrar de nou en el Draft per poder ser escollit per un altre equip. Un cas famós en aquest sentit va ser el de Bo Jackson.

### Temporada regular
Durant la temporada regular (generalment de setembre a desembre) els partits se celebren els diumenges i els dilluns a la nit. En el terç final de la mateixa s'estén el programa als dijous i dissabtes. Cada equip juga dues vegades amb els tres rivals de la seva divisió; una vegada contra els quatre equips d'una altra divisió de la mateixa conferència i contra un equip de les altres dues divisions de la conferència, fent un total de 12 partits de conferència. A més, es juga contra els 4 equips d'una altra divisió de l'altra conferència. Al final de la temporada cada equip jugarà 17 partits en 18 setmanes (cada equip té una setmana de descans en el transcurs de la temporada). Els classificats seran els guanyadors de divisió més dos classificats de cada conferència com a comodí.

### Playoffs pel títol
La postemporada (coneguda també com a “Playoffs”) consta de quatre jornades addicionals al tancament de la temporada regular, on juguen els set millors equips de cadascuna de les Conferències (catorze en total). Aquesta és la seva estructura (prenent com a exemple tan sols una de les Conferències, podent extrapolar-se a l'altra):
1.Millor campió de divisió (1).
2.Segon millor campió de divisió (2).
3.Tercer millor campió de divisió (3).
4.Quart millor campió de divisió (4).
5.Wild Card amb millor balanç, no campió (5).
6.Wild Card amb segon/tercer millor balanç, no campió (6/7).
Els jocs s'efectuaran de la següent manera:
- Wild Card:

(7) a casa de (2)
(6) a casa de (3)
(5) a casa de (4)
- Divisionals:

Pitjor guanyador (7, 6, 5, 4 o 3) a casa de (1)
Tercer millor guanyador del Wild Card a casa de segon millor guanyador del Wild Card
- Campionat de Conferència:

Pitjor guanyador de la ronda anterior a casa de Millor guanyador.de la ronda anterior
- Super Bowl:

Campió Conferència Americana - Campió Conferència Nacional

### Super Bowl
La postemporada culmina amb el màxim esdeveniment de l'NFL, el partit de la Super Bowl, que requereix planificació, programació i implementació exhaustives, sent necessari rebre les candidatures dels equips i les ciutats que aspiren a figurar com a seus amb diversos anys d'anticipació.

### Pro Bowl

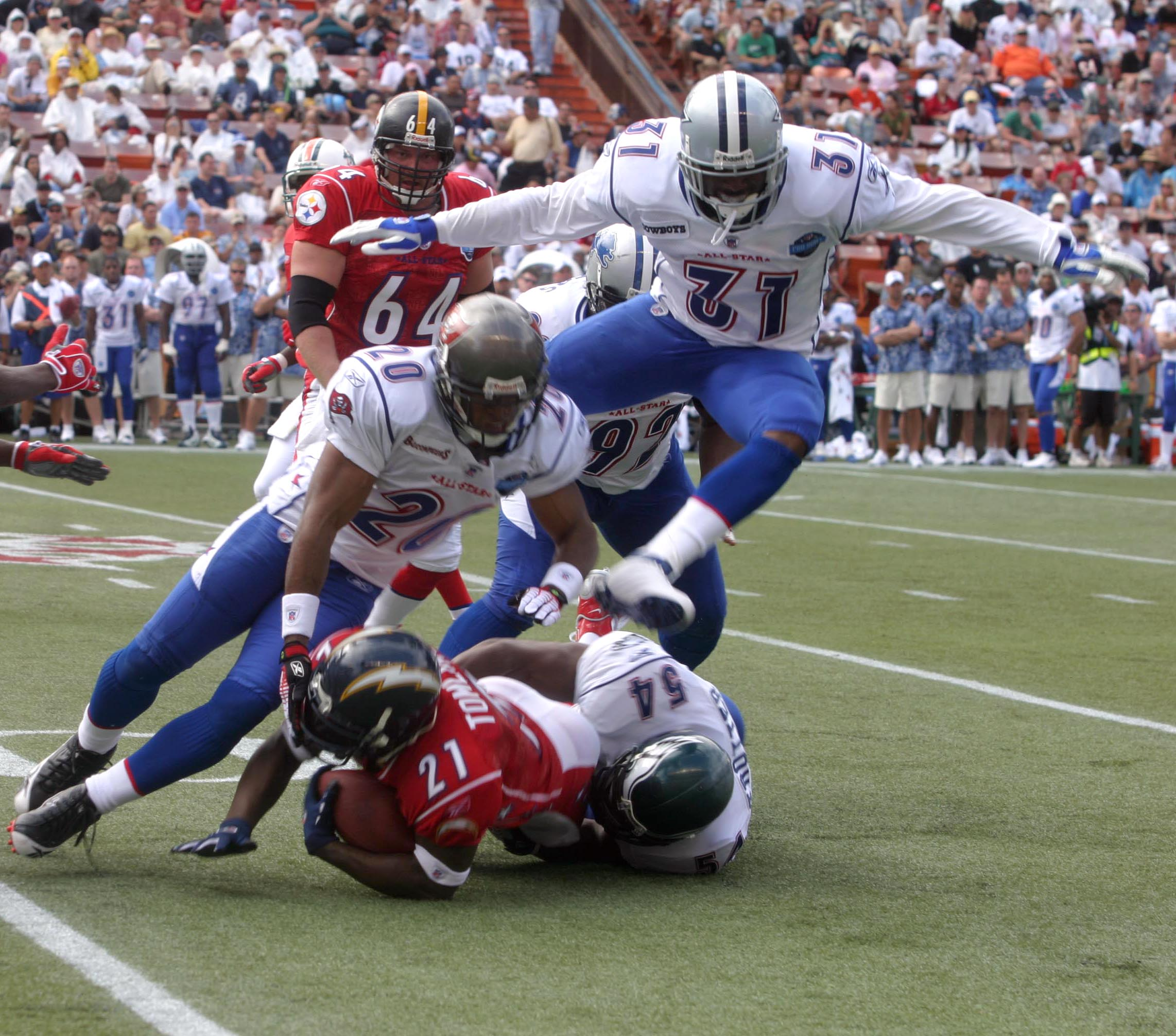
Placatge durant la Pro Bowl del 2006.

La temporada finalitza oficialment amb la Pro Bowl (a Mèxic: “Bol dels Professionals”) que s'efectua una setmana abans de la Super Bowl. Des de 1980, s'ha vingut disputant a Honolulu, Hawaii. Anteriorment la Pro Bowl consistia que els millors jugadors de l'AFC s'enfrontaven als millors de l'NFC, però a partir de la temporada 2013-2014 el partit consisteix a fer un draft (selecció) de jugadors sense importar al fet de quina conferència pertanyin, els equips porten el nom dels seus líders (que són els que seleccionen als jugadors) que en el cas de la temporada 2013-2014 van ser Jerry Rice i Deion Sanders, els qui actualment pertanyen al saló de la fama.

### Sistema de números en els uniformes
En l'NFL, els jugadors usen els números en les seves samarretes segons la posició en la qual juguen. El sistema actual es va instituir en la lliga el 5 d'abril de 1973, com un mitjà perquè els afeccionats i àrbitres puguin identificar més fàcilment els jugadors en el camp per la seva posició. Des d'aquesta data, els jugadors usen els números assignats dins dels rangs següents, sobre la base de la seva posició primària:
- Quarterbacks, kickers i punters: Des de l'1 fins al 19.
- Wide Receivers: Des del 10 fins al 19 i des del 80 fins al 89.
- Running backs i Defensive Backs (Safetys i Cornerbacks): Des del 20 fins al 49.
- Offensive linemen: Des del 50 fins al 79.
- Linebackers: Des del 50 fins al 59 i des del 90 fins al 99.
- Defensive linemen: Des del 50 fins al 79 i des del 90 fins al 99.
- Tight ends: Des del 40 fins al 49 i des del 80 fins al 89.

Els números 0 (zero) i 00 (doble zero) no són utilitzats pels jugadors de l'NFL des de 1973.

## Palmarès
- Campions de l'American Professional Football Association

| Any  | Campió de l'APFA |
| ---- | ---------------- |
| 1920 | Akron Pros       |
| 1921 | Chicago Staleys  |

- Campions de la National Football League

| Any  | Campió de l'NFL          |
| ---- | ------------------------ |
| 1922 | Canton Bulldogs          |
| 1923 | Canton Bulldogs          |
| 1924 | Cleveland Bulldogs       |
| 1925 | Chicago Cardinals        |
| 1926 | Frankford Yellow Jackets |
| 1927 | New York Giants          |
| 1928 | Providence Steam Roller  |
| 1929 | Green Bay Packers        |
| 1930 | Green Bay Packers        |
| 1931 | Green Bay Packers        |
| 1932 | Chicago Bears            |

- El 1933 es creen dues divisions (Eastern i Western). Els guanyadors de cada divisió s'enfronten en un partit final pel títol de l'NFL.

| Any  | Eastern Division    | Western Division  | Campió de l'NFL     | Resultat | Seu                           |
| ---- | ------------------- | ----------------- | ------------------- | -------- | ----------------------------- |
| 1933 | New York Giants     | Chicago Bears     | Chicago Bears       | 23-21    | Wrigley Field                 |
| 1934 | New York Giants     | Chicago Bears     | New York Giants     | 30-13    | Polo Grounds                  |
| 1935 | New York Giants     | Detroit Lions     | Detroit Lions       | 26-7     | Titan Stadium                 |
| 1936 | Boston Redskins     | Green Bay Packers | Green Bay Packers   | 21-6     | Polo Grounds                  |
| 1937 | Washington Redskins | Chicago Bears     | Washington Redskins | 28-21    | Wrigley Field                 |
| 1938 | New York Giants     | Green Bay Packers | New York Giants     | 23-17    | Polo Grounds                  |
| 1939 | New York Giants     | Green Bay Packers | Green Bay Packers   | 27-0     | Wisconsin State Fair Park     |
| 1940 | Washington Redskins | Chicago Bears     | Chicago Bears       | 73-0     | Griffith Stadium              |
| 1941 | New York Giants     | Chicago Bears     | Chicago Bears       | 37-9     | Wrigley Field                 |
| 1942 | Washington Redskins | Chicago Bears     | Washington Redskins | 14-6     | Griffith Stadium              |
| 1943 | Washington Redskins | Chicago Bears     | Chicago Bears       | 41-21    | Wrigley Field                 |
| 1944 | New York Giants     | Green Bay Packers | Green Bay Packers   | 14-7     | Polo Grounds                  |
| 1945 | Washington Redskins | Cleveland Rams    | Cleveland Rams      | 15-14    | Cleveland Municipal Stadium   |
| 1946 | New York Giants     | Chicago Bears     | Chicago Bears       | 24-14    | Polo Grounds                  |
| 1947 | Philadelphia Eagles | Chicago Cardinals | Chicago Cardinals   | 28-21    | Comiskey Park                 |
| 1948 | Philadelphia Eagles | Chicago Cardinals | Philadelphia Eagles | 7-0      | Shibe Park                    |
| 1949 | Philadelphia Eagles | Los Angeles Rams  | Philadelphia Eagles | 14-0     | Los Angeles Memorial Coliseum |

- El 1950 les dues divisions es reanomenen en American Conference i National Conference.

| Any  | American Conference | National Conference | Campió de l'NFL  | Resultat | Seu                           |
| ---- | ------------------- | ------------------- | ---------------- | -------- | ----------------------------- |
| 1950 | Cleveland Browns    | Los Angeles Rams    | Cleveland Browns | 30-28    | Los Angeles Memorial Coliseum |
| 1951 | Cleveland Browns    | Los Angeles Rams    | Los Angeles Rams | 24-17    | Los Angeles Memorial Coliseum |
| 1952 | Cleveland Browns    | Detroit Lions       | Detroit Lions    | 17-7     | Cleveland Municipal Stadium   |

- El 1953 les dues confències es reanomenen Eastern i Western Conference.

| Any  | Eastern Conference  | Western Conference | Campió de l'NFL     | Resultat   | Seu                           |
| ---- | ------------------- | ------------------ | ------------------- | ---------- | ----------------------------- |
| 1953 | Cleveland Browns    | Detroit Lions      | Detroit Lions       | 17-16      | Briggs Stadium                |
| 1954 | Cleveland Browns    | Detroit Lions      | Cleveland Browns    | 56-10      | Cleveland Municipal Stadium   |
| 1955 | Cleveland Browns    | Los Angeles Rams   | Cleveland Browns    | 28-14      | Los Angeles Memorial Coliseum |
| 1956 | New York Giants     | Chicago Bears      | New York Giants     | 47-7       | Yankee Stadium                |
| 1957 | Cleveland Browns    | Detroit Lions      | Detroit Lions       | 59-14      | Briggs Stadium                |
| 1958 | New York Giants     | Baltimore Colts    | Baltimore Colts     | 23-17 (pr) | Yankee Stadium                |
| 1959 | New York Giants     | Baltimore Colts    | Baltimore Colts     | 31-16      | Memorial Stadium              |
| 1960 | Philadelphia Eagles | Green Bay Packers  | Philadelphia Eagles | 17-13      | Franklin Field                |
| 1961 | New York Giants     | Green Bay Packers  | Green Bay Packers   | 37-0       | Lambeau Field                 |
| 1962 | New York Giants     | Green Bay Packers  | Green Bay Packers   | 16-7       | Yankee Stadium                |
| 1963 | New York Giants     | Chicago Bears      | Chicago Bears       | 14-10      | Wrigley Field                 |
| 1964 | Cleveland Browns    | Baltimore Colts    | Cleveland Browns    | 27-0       | Cleveland Municipal Stadium   |
| 1965 | Cleveland Browns    | Green Bay Packers  | Green Bay Packers   | 23-12      | Lambeau Field                 |
| 1966 | Dallas Cowboys      | Green Bay Packers  | Green Bay Packers   | 34-27      | Cotton Bowl                   |
| 1967 | Dallas Cowboys      | Green Bay Packers  | Green Bay Packers   | 21-17      | Lambeau Field                 |
| 1968 | Cleveland Browns    | Baltimore Colts    | Baltimore Colts     | 34-0       | Cleveland Municipal Stadium   |
| 1969 | Cleveland Browns    | Minnesota Vikings  | Minnesota Vikings   | 27-7       | Metropolitan Stadium          |

- A partir de l'any 1966, abans de la fusió amb l'AFL el 1970, es començà a disputar la Super Bowl entre els campions de l'AFL i l'NFL. A partir de 1970, amb la fusió de les dues lligues, els campions de la Super Bowl coincideixen amb els campions de la National Football League. Per als campions de l'NFL a partir de 1970 vegeu l'article Super Bowl.